# Thaumasesthes penicillus
Thaumasesthes penicillus – gatunek chrząszcza z rodziny kózkowatych i podrodziny zgrzypikowych. Jedyny przedstawiciel rodzaju Thaumasesthes.

## Zasięg występowania
Gatunek ten występuje na Madagaskarze.